# Château de la Baume
Pour les articles homonymes, voir Baume.
Le château de la Baume est un château imposant austère à l'extérieur mais richement décoré à l'intérieur, ancienne possession de la baronnie de Peyre, également connu sous le surnom de « petit Versailles du Gévaudan » pour son enfilade de pièces, réplique miniature de la galerie des Glaces. Il est situé dans la commune de Prinsuéjols en Lozère, entre Marvejols et Aumont-Aubrac. Situé à une altitude de 1 200 mètres, il est le château le plus élevé de France,.

## Situation
Le château se situe en Lozère, ancienne province du Gévaudan, sur les hauts plateaux d'Aubrac et plus précisément dans ce qui s'appelle "la terre de Peyre", en référence à l'une des huit baronnies du Gévaudan.
Il est localisé dans la commune de Prinsuéjols.

## Historique
La Baume est situé sur les hautes terres de l'antique baronnie de Peyre dans le nord du Gévaudan, qui constituait l'une des huit baronnies du Gévaudan et qui s'étendait de la Margeride à l'Aubrac. Lorsque l'antique race des Peyre, dont le château féodal avait été édifié sur un dyke volcanique dominant toute la contrée, s'éteignit au XVIIe siècle, par les alliances, lui succéda la famille des Grolée.
Les idées nouvelles de la Réforme protestante s'étant imposées  dans la famille des Peyre, par l'épouse d'un baron de Peyre lui-même assassiné à Paris lors du Massacre de la Saint-Barthélemy, celle-ci ordonna à son intendant, Matthieu Merle, de se livrer au pillage et au massacre de tous les catholiques. Il détruisit ainsi tout ce qui se trouvait sur son passage, ceci de Mende jusqu'aux portes d'Issoire en Auvergne. Après cette campagne sanglante, l'armée royale commandée par l'amiral de Joyeuse détruisit notamment le château et la forteresse des Peyre situés sur le fameux roc (truc) de Peyre.
Après la disparition de leur nid d'aigle, les seigneurs de la terre de Peyre vont utiliser d'autres lieux de résidence plus agréables à vivre.

Blason des Grolée-Peyre, et leur devise : « je suis Grolée ».

 Tel qu'il nous apparaît aujourd'hui, le château de La Beaume a été transformé au XVIIe siècle, de château médiéval en château résidentiel à la vaste façade  accueillante, percée de nombreuses fenêtres, dans ces hautes terres situées à la limite de l'Aubrac, par César De Grollée, dit « le Grand César de Peyre ».
Le château a été aménagé à partir de 1630-1635 sous la direction d'Antoine de Grolée, baron de Peyre. Il existait peut-être déjà une maison forte à cet endroit. Il prend sa réelle dimension en 1710. À cette époque, le comte de Peyre est César de Grolée, lieutenant-général du Languedoc.
Le château a ensuite été acheté au cours du XIXe siècle par le sénateur Casimir Mayran, originaire d'Espalion (Aveyron) qui fit le nécessaire pour lui redonner toute sa splendeur du temps du Grand César. Sa fille épousa un membre de la famille de Las Cases. Cette famille qui donna à la Lozère d'illustres sénateurs, en est encore propriétaire. Il est à noter que l'épouse d'Emmanuel de Las Cases n'est autre que la sœur aînée de Valéry Giscard d'Estaing, ancien président de la République. Le château, qui se visite, a été inscrit sur la liste des monuments historiques en 1963. Un peu plus tard, d'autres éléments seront classés (1975), dont, en 1995, les jardins. Le bâtiment, ouvert aux visites, sert de chambre d'hôtes.
En 1970, le réalisateur Jean Valère y tourna le film Mont-Dragon (inspiré du roman éponyme de Robert Margerit), avec Jacques Brel. Cette collaboration avec Jean Valère permet à Jacques Brel de participer encore plus à l’élaboration d’un scénario. Il apprend et imagine que peut-être un jour lui aussi créera des personnages (Source Jacques Brel auteur commenté par France Brel).

## Description

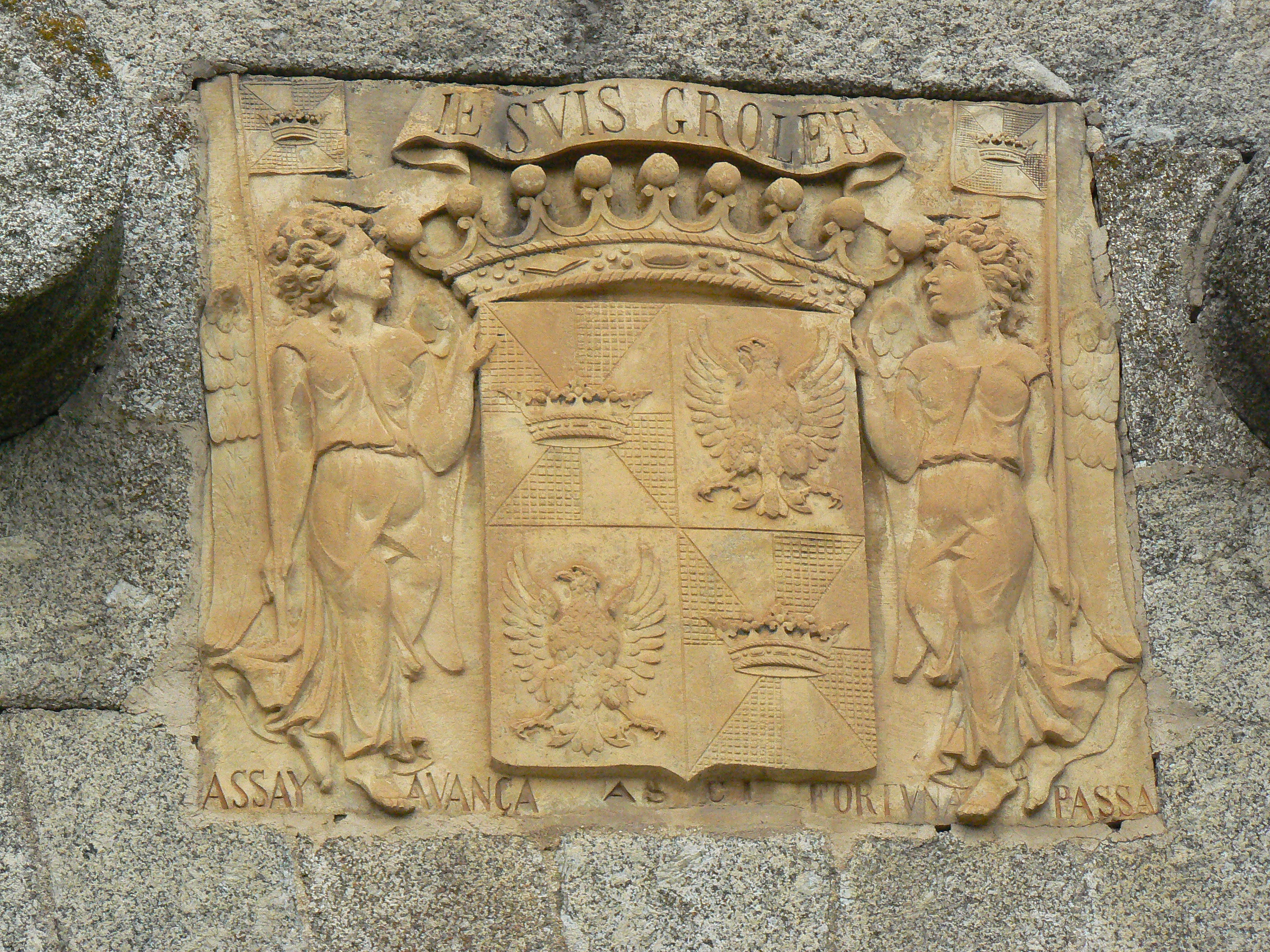
Détail du fronton.

## Sources et références
1. 1 2  Notice no PA00103904, sur la plateforme ouverte du patrimoine, base Mérimée, ministère français de la Culture
2. ↑  Zoé de Las Cases, Aubrac, Hachette, 2024, p. 152
3. ↑  Site officiel.
4. ↑  (fr) Le petit futé Languedoc-Roussillon, disponible sur Google books.
5. ↑  Lozère, encyclopédie Bonneton, p. 53.
6. ↑  (fr) Comité départemental de ressources culturelles de Lozère.